# Савицкас, Жидрунас
Жидру́нас Сави́цкас (лит. Žydrūnas Savickas, ʒiːdˈrûːnɐs sɐˈvʲɪt͡skɐs; род. 5 июля 1975, Биржай) — литовский силач, пауэрлифтер и «Самый сильный человек планеты», самый сильный человек мира 2009, 2010, 2012 и 2014 годов. Достижения Савицкаса занесены в книгу рекордов Гиннесса.

## Биография
Родился в городе Биржай. В юности увлёкся силовыми видами спорта.
Один из первых его рекордов в Литве — приседание со штангой весом 400 кг и 1000 кг в силовом троеборье.
Неоднократно побеждал в турнирах «Стронгестмэн» и «Арнольд Классик».
В 2015 году установил новый мировой рекорд в лог-лифте — 228 кг.
Один из личных рекордов — метание груза в высоту одной рукой — 25 кг на 5,2 метра.
В 2009 году выиграл серебряную медаль (занял второе место) на чемпионате по троеборью в Японии. В 2001 году выиграл чемпионат Литвы по троеборью, а спустя некоторое время выиграл чемпионат Литвы серии «Стронгестмэн». В 2003 году — победа на турнире «Арнольд Классик» и титул «Сильнейший человек планеты». В 2004 году — вторая победа на этом турнире.
24 июля 2010 года женился на Юргите Савицкене.

## Результаты соревнований
- Первое место: World's Strongest Man 2014
- Первое место: World's Strongest Man 2012
- Первое место: World's Strongest Man 2010[2]
- Первое место: World's Strongest Man 2009
- Первое место: IFSA Strongman Champions League 2008
- Первое место: IFSA World Strongman Championship 2006
- Первое место: IFSA World Strongman Championship 2005
- Первое место: Arnold Strongman Classic 2012
- Первое место: Arnold Strongman Classic 2010
- Первое место: Arnold Strongman Classic 2008
- Первое место: Arnold Strongman Classic 2007
- Первое место: Arnold Strongman Classic 2006
- Первое место: Arnold Strongman Classic 2005
- Первое место: Arnold Strongman Classic 2004
- Первое место: Arnold Strongman Classic 2003
- Второе место: World's Strongest Man 2004
- Второе место: World's Strongest Man 2003
- Второе место: World's Strongest Man 2002
- Третье место: IFSA World Strongman Championship 2007